# Romanos 4
Romanos 4 é o quarto capítulo da Epístola aos Romanos, de autoria do Apóstolo Paulo, no Novo Testamento da Bíblia.

## Manuscritos
- O texto original é escrito em grego Koiné.
- Alguns dos manuscritos mais antigos que contém este capítulo ou trechos dele são:
  - Papiro 40
  - Codex Vaticanus
  - Codex Sinaiticus
  - Codex Alexandrinus
  - Codex Ephraemi Rescriptus
- Este capítulo é dividido em 25 versículos.

## Estrutura
A Tradução Brasileira da Bíblia organiza este capítulo da seguinte maneira:
- Romanos 4:1-25 - Abraão foi justificado pela fé